# Wilkiea macrophylla
Wilkiea macrophylla är en tvåhjärtbladig växtart som beskrevs av A. Dc.. Wilkiea macrophylla ingår i släktet Wilkiea och familjen Monimiaceae. Inga underarter finns listade i Catalogue of Life.